# Седе (дегестан, остан Марказі)
Седе (перс. سده) — дегестан в Ірані, в Центральному бахші, в шагрестані Ерак остану Марказі. За даними перепису 2006 року, його населення становило 8724 особи, які проживали у складі 2543 сімей.

## Населені пункти
До складу дегестану входять такі населені пункти:
- Акілабад
- Ґавар
- Ґерду
- Замен-Джан
- Кале-Намак-Кур
- Каніярук-е Бала
- Каніярук-е Паїн
- Назмабад
- Намак-Кур
- Робат-Міль
- Хане-Міран
- Хворзан-е Олія